# Zátspram
Zátspram byl zarathuštrický učenec žijící v 9. století. Byl synem Gušn-jamy a bratrem Zurvándáda, Mahuščihra a Ašavahišta, přičemž Mahuščihr je autor významného díla Dátestán-i déník. Podle tradice patřil mezi předky jeho rodiny Ádurbád, nejvyšší móbad působící v době vlády Šápúra II. Zátspram nejspíše usiloval o zjednodušení očistných rituálů, za což si vysloužil kritiku svého bratra Mahuščihra.
Kromě nedochovaného díla Nibég-i tóhmag-ošmárišníh „Kniha výčtu druhů“, jež obsahovalo výčet druhů zvířat, existuje také jeden dochovaný text: Vičitakihá-i Zátspram „Zátspramovy vybrané stati“ či „Výbory kněze Zástprama“. Vičitakihá-i Zátspram se podobně jako Bundahišn zabývá zarathuštrickou kosmologií a kosmogonií, kromě toho popisuje Zarathuštrův život, zabývá se povahou kněží, tím z čeho se skládá lidská bytost a eschatologií.